# Gibbaeum velutinum
Gibbaeum velutinum es una especie de planta suculenta perteneciente a la familia de las aizoáceas.  Es originaria de Sudáfrica.  

## Descripción
Es una pequeña planta suculenta perennifolia compacta, con sólo la superficie superior de las hojas visibles. Los tallos son cortos, ramificados, leñosos y postrados, con los restos de hojas secas por la edad, cada rama termina en 2 pares de hojas carnosas, emparejadas, unidas en la base, tienen forma de dedo, la mayoría de triangular, más o menos horizontal comprimida. Las hojas en pares desiguales, en la que son en su mayoría en forma de gancho la hoja más larga, mientras que la corta pegada a ella con un margen de corte limpio visible cerca de la hoja  más larga. Son aterciopeladas, de color verde azulado gris, verde oscuro, verde-marrón o plateado / gris. La epidermis está cubierta por pelos minúsculos característicos que le dan un aspecto de plata / aterciopelada. Cada año unos nuevos hojas crecen desde el tronco central. Flores: Margarita-como, de color rosa pálido / violeta pálido magenta (o blanco).

## Taxonomía
Gibbaeum velutinum fue descrito por (L.Bolus) Schwantes y publicado en Z. Sukkulentenk. 3: 106 1927.
Etimología
Gibbaeum: nombre genérico que deriva del latín gibba que significa "tuberculada".
velutinum: epíteto latino 